# برستون ويلسون
برستون ويلسون (بالإنجليزية: Preston Wilson)‏ هو لاعب كرة قاعدة أمريكي، ولد في 19 يوليو 1974 في كارولاينا الجنوبية في الولايات المتحدة.

## وصلات خارجية
- برستون ويلسون على موقع دوري كرة القاعدة الرئيسي (الإنجليزية)
- برستون ويلسون على موقعبيزبول رفرنس.كوم (الدوري الرئيسي) (الإنجليزية)
- برستون ويلسون على موقعبيزبول رفرنس.كوم (الدوري الثانوي) (الإنجليزية)
- برستون ويلسون على موقع إي إس بي إن.كوم (أم.أل.بي) (الإنجليزية)
- برستون ويلسون على موقع مشجعي الرسوم البيانية (الإنجليزية)